# Jeff Duback
Jeffrey Duback – noto come Jeff – (San Diego, 5 gennaio 1964) è un allenatore di calcio ed ex calciatore statunitense, di ruolo portiere.

## Carriera

### Giocatore
Con la Nazionale statunitense ha giocato 4 partite; ha inoltre preso parte come portiere di riserva ai Giochi Olimpici di Seul 1988.

### Allenatore
Ha allenato nella Woodlawn School, in Carolina del Nord, nella stagione 2004-2005; nel 2009 è stato assistente allenatore nelle Boston Aztec, squadra femminile della Women's Professional Soccer League.

## Palmarès

### Giocatore

#### Competizioni nazionali
- Major Indoor Soccer League (1978): 1

San Diego Sockers: 1987-1988